# Breed's Hill

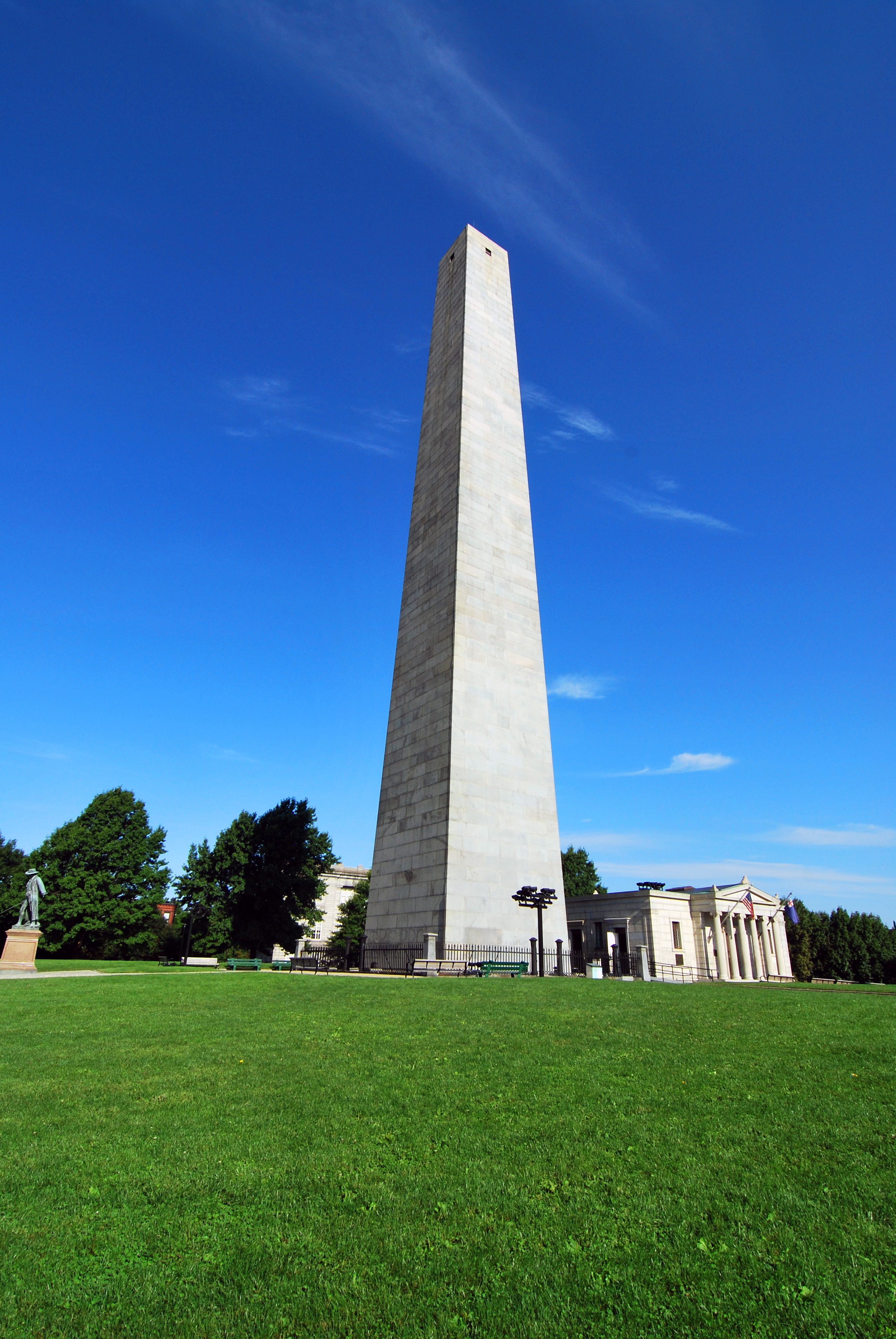
Le monument de Bunker Hill sur Breed's Hill.

Breed’s Hill est un drumlin situé à Charlestown, un quartier de Boston, dans le Massachusetts.
En 1775, la bataille de Bunker Hill — une des premières batailles majeures de la guerre d'indépendance des États-Unis — s'y est déroulée, malgré son nom trompeur. Le monument de Bunker Hill commémorant la bataille se trouve sur le sommet de la colline.
Le reste de la colline est occupé par des habitations.